# Kassinurme
Kassinurme är en ort i Estland. Den ligger i Jõgeva kommun och landskapet Jõgevamaa, i den centrala delen av landet, 130 km sydost om huvudstaden Tallinn. Kassinurme ligger 76 meter över havet och antalet invånare är 152.
Terrängen runt Kassinurme är platt. Runt Kassinurme är det glesbefolkat, med 11 invånare per kvadratkilometer. Närmaste större samhälle är Jõgeva, 9,2 km nordväst om Kassinurme. I omgivningarna runt Kassinurme växer i huvudsak blandskog.